# Willys Jeep Truck
A Willys Jeep Truck é uma picape fabricada pela Willys-Overland Motors de 1947 a 1965. O estilo e a engenharia da Jeep Truck foram baseados nos veículos existentes da Willys, o Willys Jeep Station Wagon e o Jeep CJ-2A.